# Henning Bahs
Henning Bahs (12. marts 1928 i København – 29. marts 2002 i Herlev) var en dansk scenograf, special effects-mand og manuskriptforfatter, der i mange år havde et nært samarbejde med Erik Balling – bl.a. i forbindelse med Olsen-banden-filmene og tv-serien Huset på Christianshavn.